# Stichopus
Genre
Stichopus est un genre de concombres de mer de l'ordre des Synallactida.

## Description et caractéristiques

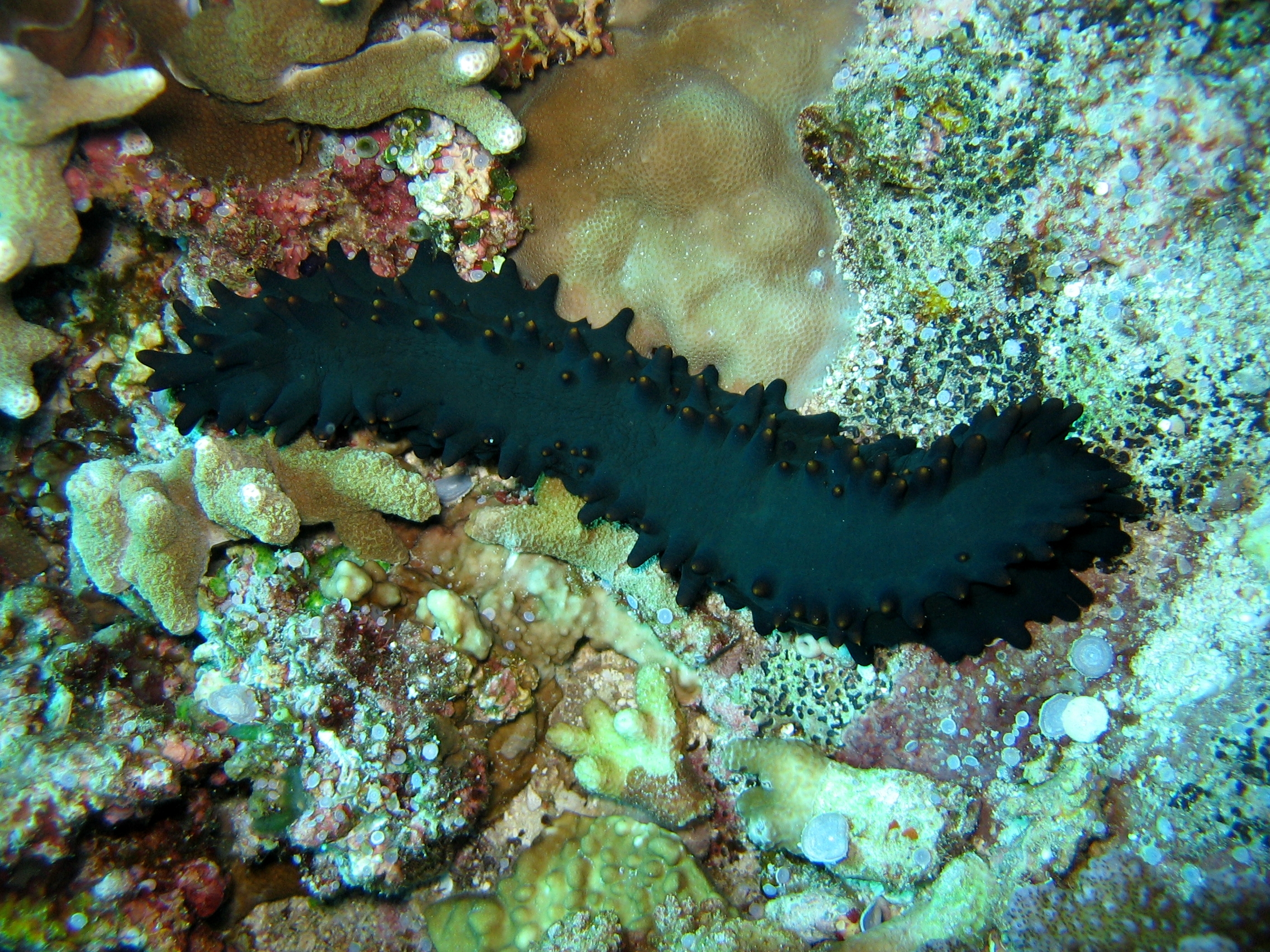
Stichopus chloronotus

Ce sont des holothuries massives, de section souvent angulaire. La face orale (le trivium) est plane, et couverte de nombreux podia alignés. Le tégument est épais, et souvent couvert de papilles et autres tuberculosités. Les tentacules buccaux sont de type pelté, servant à ramasser le sédiment pour l'ingérer.
Ces holothuries sont toutes des espèces tropicales de l'Indo-Pacifique. La plupart sont comestibles, et certaines sont commercialisées en Asie (notamment Stichopus herrmanni et Stichopus chloronotus) ; cependant aucune ne figure parmi les espèces les plus recherchées. 

## Taxinomie
Une vaste étude génétique de 2010 a confirmé la taxinomie établie précédemment sur des bases morphologiques, à l'exception de l'espèce Stichopus ellipes. La même étude suggère que les espèces Stichopus horrens, Stichopus pseudhorrens, Stichopus monotuberculatus et Stichopus naso ont des relations plus étroites que prévu, et qu'elles pourraient former un complexe d'espèces relativement difficile à distinguer (de nombreux spécimens identifiés comme S. horrens s'étant révélés être des S. monotuberculatus ou S. naso).
La séparation avec le genre proche Isostichopus (présent en Amérique) semble s'être produite entre 5,5 et 10,7 millions d'années ; la séparation des espèces pourrait dater de moins d'un million d'années, notamment pour les taxons proches.
Liste des espèces selon World Register of Marine Species (25 novembre 2017) :
- Stichopus chloronotus Brandt, 1835 -- espèce-type, Indo-Pacifique tropical et mer Rouge
- Stichopus ellipes Clark, 1938 -- Australie (incertain[2])
- Stichopus fusiformiossa Woo in Woo et al., 2015 --  Détroit de Malacca
- Stichopus herrmanni Semper, 1868 -- Indo-Pacifique tropical et mer Rouge
- Stichopus horrens Selenka, 1867 -- Indo-Pacifique tropical et mer Rouge
- Stichopus ludwigi Erwe, 1913 -- Sud de l'Australie
- Stichopus monotuberculatus (Quoy & Gaimard, 1834) -- Indo-Pacifique tropical et mer Rouge, discontinue
- Stichopus naso Semper, 1868 -- Indo-Pacifique tropical
- Stichopus noctivagus Cherbonnier, 1980 -- Pacifique tropical ouest et région océanienne
- Stichopus ocellatus Massin, Zulfigar, Hwai, Boss, 2002 -- Pacifique tropical ouest et région océanienne
- Stichopus pseudohorrens Cherbonnier, 1967 -- Indo-Pacifique tropical et mer Rouge, discontinue
- Stichopus quadrifasciatus Massin, 1999 -- Région indonésienne
- Stichopus rubermaculosus Massin, Zulfigar, Hwai, Boss, 2002 -- Région malaise
- Stichopus vastus Sluiter, 1887 -- Région indonésienne

- Stichopus anapinusus (Lampert, 1885) (taxon inquirendum)
- Stichopus ecnomius Clark, 1922 (nomen dubium)
- Stichopus lutea Saville-Kent, 1893 (nomen dubium)
- Stichopus paradoxus Lampert, 1885 (nomen dubium)
- Stichopus torvus Théel, 1886 (taxon inquirendum)

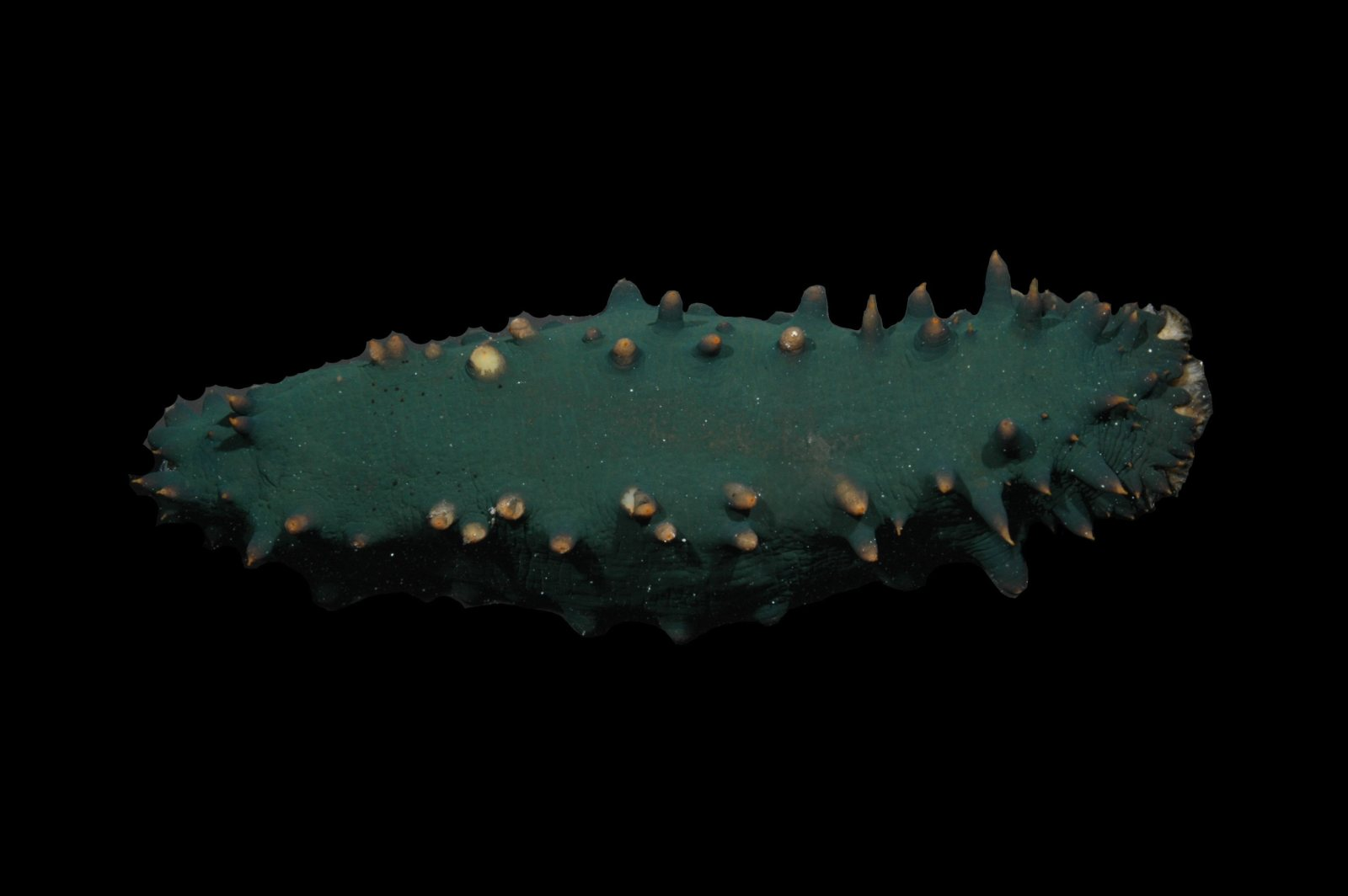
Stichopus chloronotus
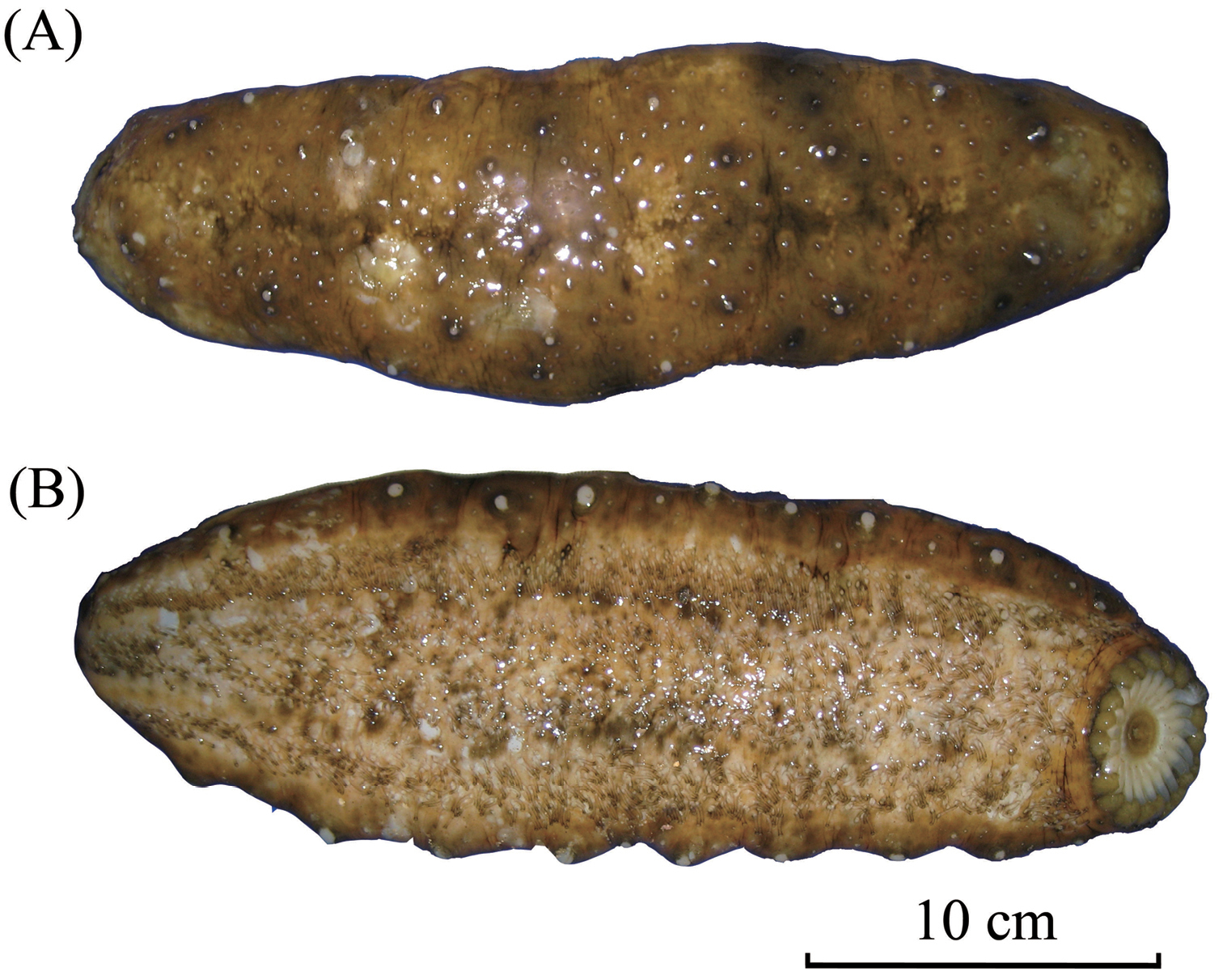
Stichopus fusiformiossa
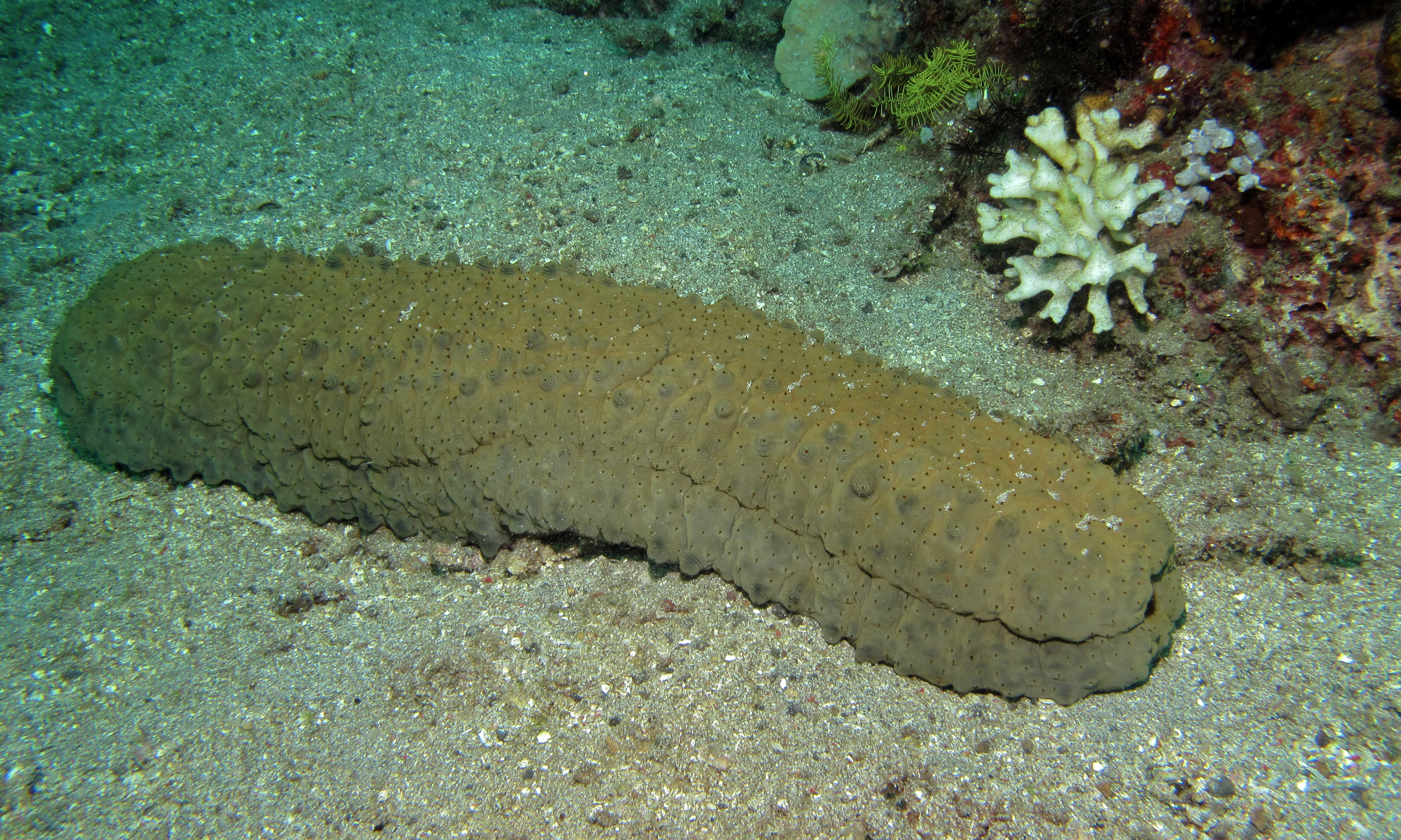
Stichopus herrmanni
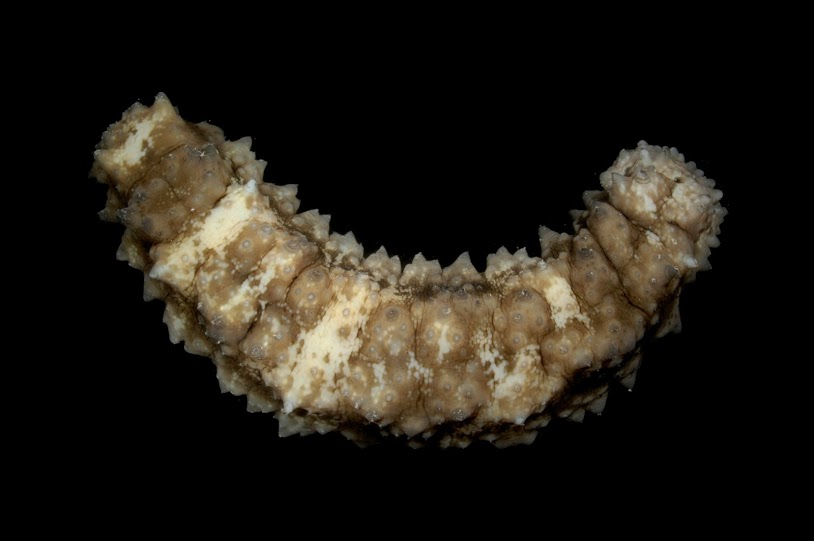
Stichopus horrens
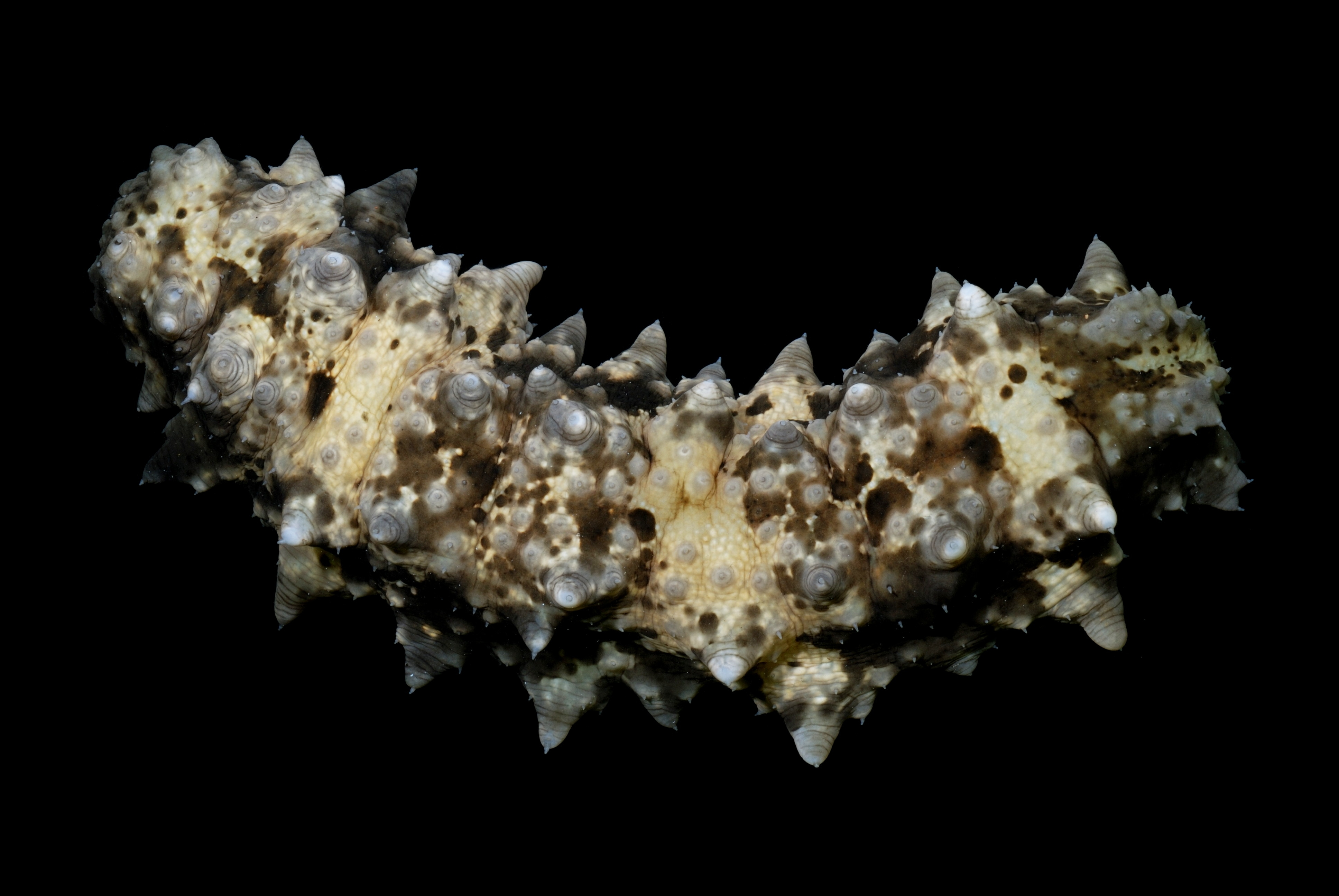
Stichopus monotuberculatus
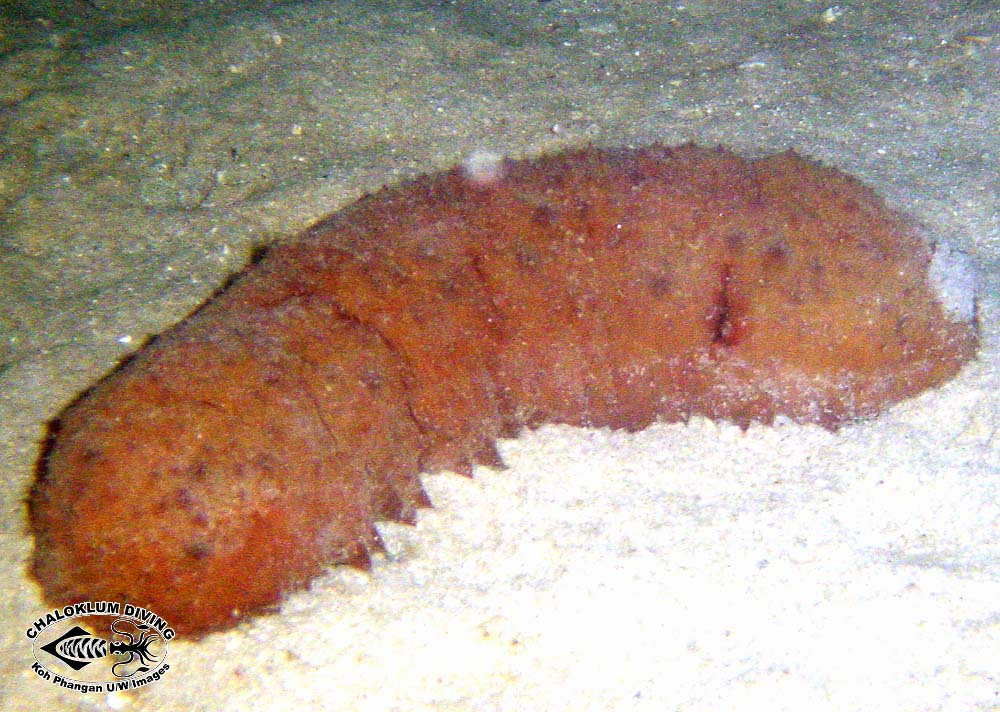
Stichopus noctivagus
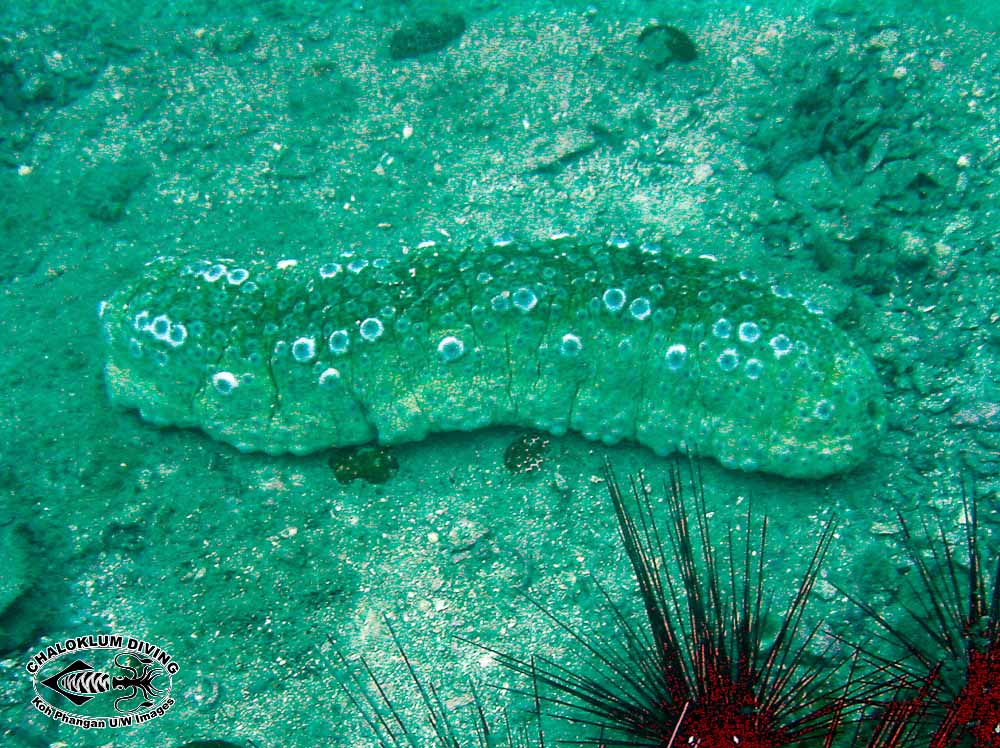
Stichopus ocellatus
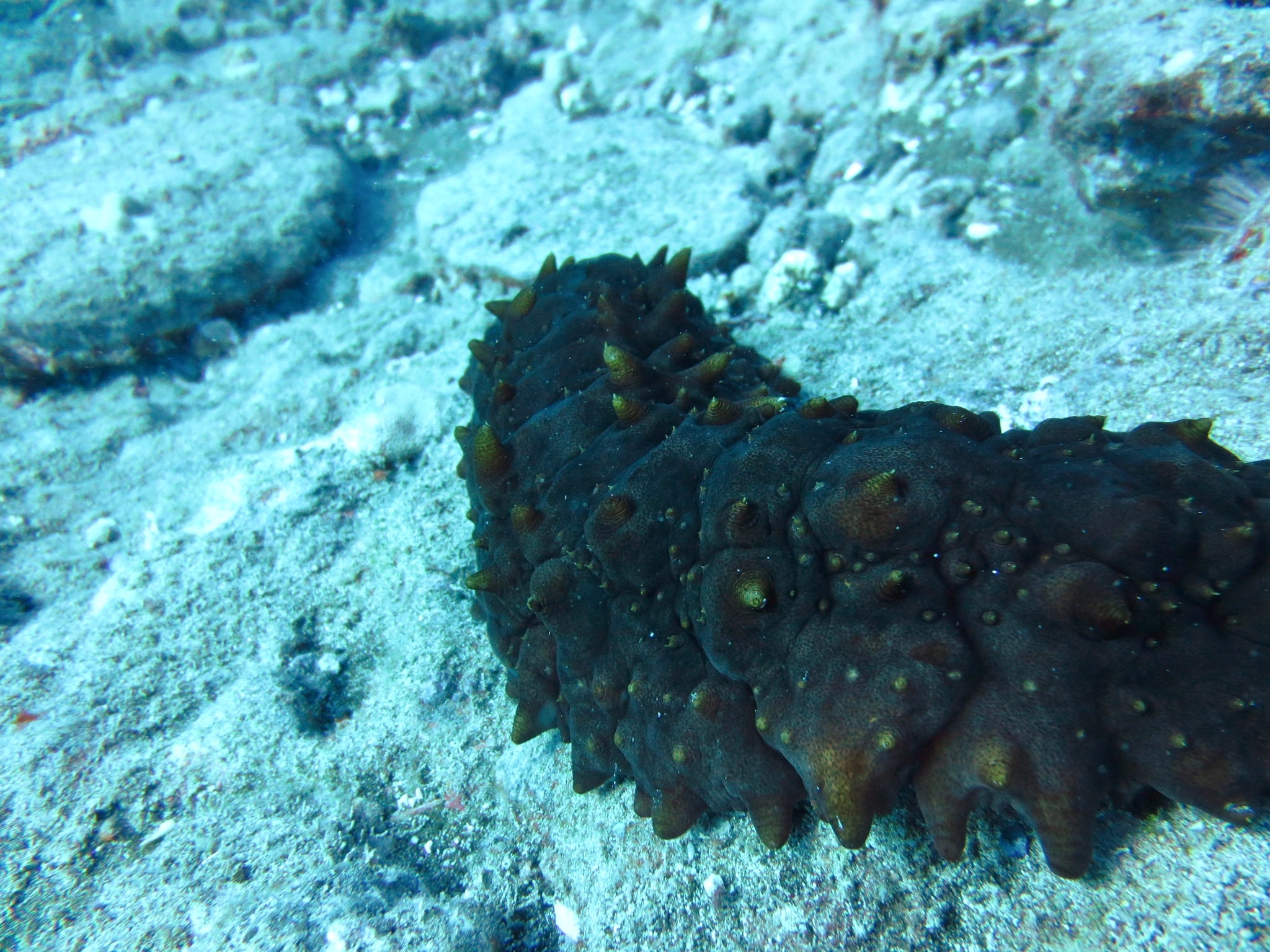
Stichopus pseudohorrens
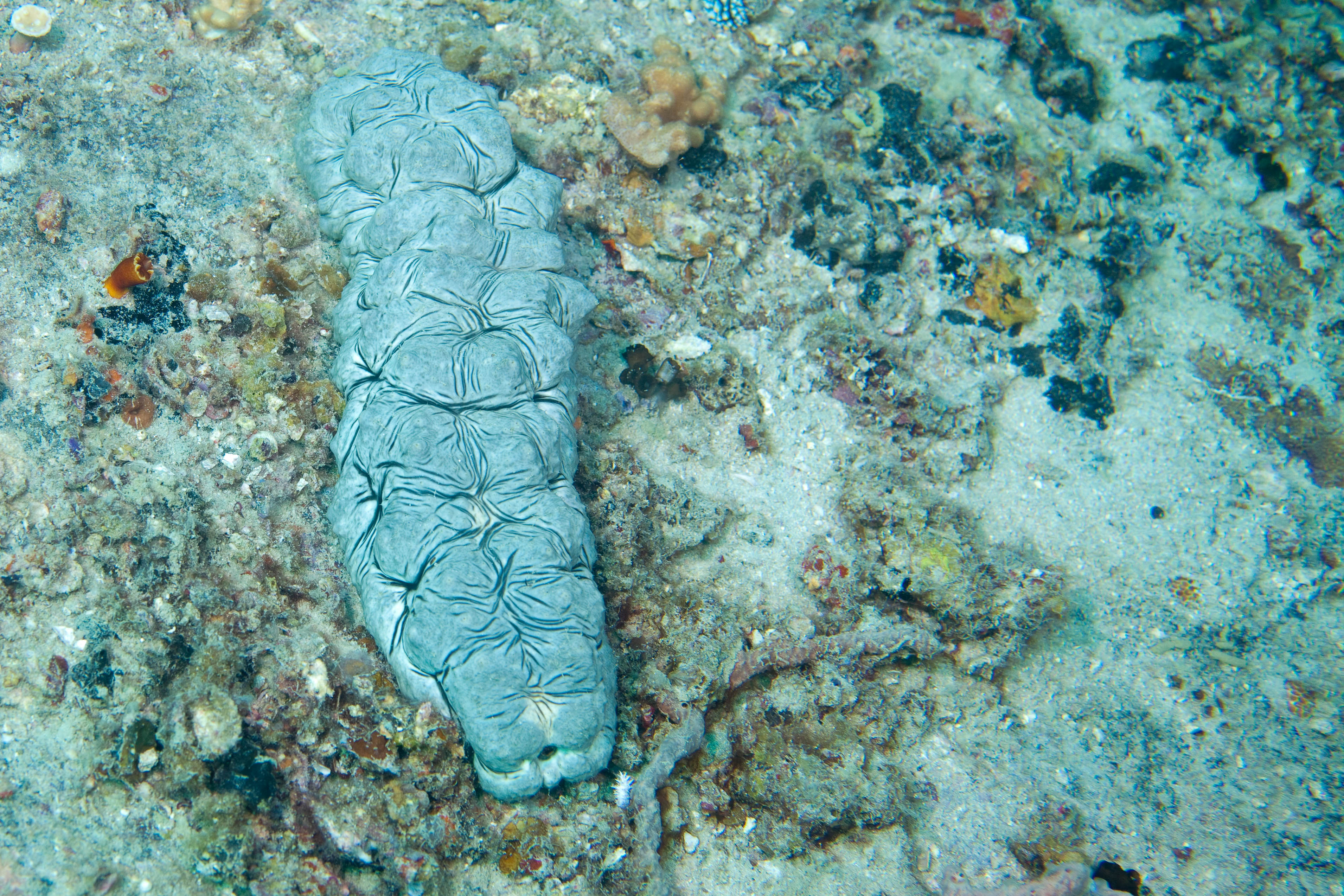
Stichopus vastus